# Пергамент, Рувим Самуилович
Руви́м Самуи́лович Перга́мент (30 августа (12 сентября) 1906, Петрозаводск ― 6 марта 1965, там же) ― советский композитор, заслуженный деятель искусств Карельской АССР (1939), народный артист Карельской АССР (1959).

## Биография
Родился в семье театрального парикмахера. Учился в Петроградской (Ленинградской) консерватории по классу скрипки (окончил в 1926), композицией занимался самостоятельно, пользуясь консультациями Р. И. Мервольфа.
С 1926 работал в Петрозаводске как скрипач, заведовал музыкальной частью нескольких местных театров, выступал как дирижёр на радио. Большую роль в жизни Пергамента сыграло знакомство с исследователем народной музыки В. П. Гудковым, который обратил его внимание на северорусский, поморский, карело-финский и вепсский музыкальный фольклор. С этого времени Пергамент активно разрабатывал народный музыкальный материал в своих произведениях. Вместе с Гудковым композитор принимал участие в возрождении интереса к карельскому народному инструменту кантеле, написав несколько работ для ансамблей, состоящих из этих инструментов.
Первое крупное сочинение Пергамента ― симфоническая поэма «Айно» (1936) для оркестра с солирующим сопрано ― было приурочено к столетию со дня первой публикации эпоса «Калевала». Эта работа была высоко оценена критиками, в частности, Иваном Соллертинским. В её основе ― карельская свадебная песня «Прилетал орёл», материал которой развивается в форме вариаций. «Айно» и написанная двумя годами позже Карельская сюита ― первые крупные оркестровые сочинения в истории карельской музыки. В 1940-е годы Пергамент обратился к оперному жанру, однако обе его оперы на карельские народные сюжеты ― комическая «Кумоха» и одноактная героическая «Три брата» ― на сцене не появлялись в течение многих лет, поскольку вслед за Постановлением об опере Мурадели «Великая дружба» были объявлены формалистическими. Поздние годы творчества Пергамента отмечены возвращением к симфонической музыке на фольклорной основе. Среди произведений этого периода ― лирическая оркестровая сюита «Из северного альбома» (1955).
В 1937—1948 годах — первый председатель Союза композиторов Карелии. Избирался депутатом Верховного Совета Карело-Финской ССР.

## Награды
- Три ордена «Знак Почёта» (в т.ч. 29.10.1951[3] и 22.09.1959)
- народный артист Карельской АССР (1959)
- заслуженный деятель искусств Карельской АССР (1939)

## Основные сочинения
Оперы
- «Кумоха» (1944―1946, редакция 1959)
- «Три брата» (1948―1949)

Инструментальная музыка
- Карельская сюита для оркестра (1938)
- Увертюра для оркестра кантеле (1944)
- «Лирические страницы» для оркестра кантеле (1949)
- «Песни Заонежья» для фортепианного квинтета (1950)
- Вепсская рапсодия для оркестра (1952)
- «Из северного альбома», лирическая сюита для оркестра (1955)
- Шесть пьес для кантеле и духового квинтета (1956)
- Десять фортепианных пьес для детей (1958)
- Четыре пьесы для скрипки и фортепиано (1960)

Вокальная музыка
- «Айно», симфоническая поэма для сопрано и оркестра (1936)
- «Поэма о девушках-партизанках» для женского хора и оркестра (1947)
- «Пионерская сюита» для детского хора и оркестра (1954)
- «Лесная наша сторона» (1959) для хора без сопровождения (в 1960-е годы использовалась как позывные на Карельском радио)
- «Над рекой луна светила» (1959) для хора без сопровождения
- Музыка к театральным постановкам, обработки народных песен и др.